# スカパー!番組配信
スカパー!番組配信（スカパーばんぐみはいしん）は2021年10月1日より、スカパーJSAT株式会社が開始した常時同時配信・見逃し番組配信である。
それまでのスカパー!オンデマンドに代わり、2021年10月1日15時30分より開始した。
スカパーJSATのサービス（スカパー!、スカパー!プレミアムサービス、スカパー!プレミアムサービス光など）加入者でMyスカパー!IDを持っていれば追加料金なしで契約中のスカパー!およびスカパー!プレミアムサービスの各チャンネルから配信が受けられるサービスである。

## 主な番組提供チャンネル
- スポーツライブ+
- スカチャン
- J SPORTS
- GAORA
- スカイA
- FIGHTING TV サムライ
- 日テレジータス
- テレ朝チャンネル
- TBSチャンネル
- フジテレビONE
- フジテレビTWO
- フジテレビNEXT
- SPEEDチャンネル
- レジャーチャンネル
- スターチャンネル
- V☆パラダイス
- ゴルフネットワーク
- エンタメ〜テレ☆シネドラバラエティ
- ダンスチャンネル by エンタメ〜テレ
- 刺激ストロングチャンネル
- 衛星劇場
- 日本映画専門チャンネル
- 時代劇専門チャンネル
- ホームドラマチャンネル

など